# Trenal
Trenal é uma comuna francesa na região administrativa de Borgonha-Franco-Condado, no departamento de Jura. Estende-se por uma área de 9.54 km². Em 2010 a comuna tinha 470 habitantes (densidade: 49,3 hab./km²).
Em 1 de janeiro de 2017, incorporou a antiga comuna de Mallerey ao seu território.